# Saranon Anuin
Saranon Anuin (Khon Kaen, 24 de marzo de 1994) es un futbolista tailandés que juega en la demarcación de portero para el BG Pathum United FC de la Liga de Tailandia.

## Selección nacional
Hizo su debut con la selección absoluta de Tailandia el 25 de enero de 2024 contra Arabia Saudita en un partido de la Copa Asiática 2023 que finalizó con un resultado de empate a cero.

## Clubes
| Club                 | País      | Año       | Partidos | Goles |
| -------------------- | --------- | --------- | -------- | ----- |
| Nakhon Ratchasima FC | Tailandia | 2015-2017 | 15       | 0     |
| Chiangrai United FC  | Tailandia | 2018-2024 | 105      | 0     |
| BG Pathum United FC  | Tailandia | 2024-     | 33       | 0     |